# A33 (Groot-Brittannië)
De A33 is een hoofdverkeersweg in Engeland.
De weg verbindt Reading via Basingstoke en Winchester met Southamptom

## Hoofdbestemmingen
- Basingstoke
- Winchester
- Southamptom